# Euro en Slovaquie
- États membres de la zone euro : 20 pays (Allemagne, Autriche, Belgique, Chypre, Croatie, Espagne, Estonie, Finlande, France, Grèce, Irlande, Italie, Lettonie, Lituanie, Luxembourg, Malte, Pays-Bas, Portugal, Slovaquie, Slovénie)
- Micro-États non membres de l'UE utilisant l'euro avec l'accord de l'UE : 4 pays (Andorre, Monaco, Saint-Marin et Vatican)
- États non membres de l'UE qui ont adopté l'euro unilatéralement : 2 pays (Kosovo et Monténégro)
- États membres de l'Union européenne (UE) qui ont rejoint le MCE II : 1 pays (Bulgarie)
- État membre de l'UE faisant partie du MCE II mais qui est exempté de l'obligation de rejoindre la zone euro (Danemark).
- États membres de l'UE qui ont l'obligation  de rejoindre la zone euro : 5 pays (Hongrie, Pologne, Roumanie, Suède et Tchéquie)

L'introduction de l'euro en Slovaquie découle du traité d'Athènes de 2003 qui a permis l'adhésion de la Slovaquie à l'Union européenne le 1er mai 2004. La monnaie de la Slovaquie était la Couronne slovaque avant l'adoption de l'euro. Selon le traité d'Athènes, les nouveaux membres du l'Union européenne « doivent rejoindre l'union économique et monétaire à partir de la date d'adhésion », ce qui signifie que la Slovaquie devait adopter l'euro, ce qu'elle a fait au 1er janvier 2009.

## Adhésion à la zone euro
La Slovaquie est membre de l'union économique et monétaire de l'Union européenne (UEM) depuis le 26 novembre 2005. Le pays a mené à bien d'importantes réformes économiques et financières, son développement économique et politique lui permet de prétendre à intégrer la zone euro. Son déficit public supérieur aux normes fixées critères de convergence et rapporté dans la décision du Conseil de l'Union européenne du 5 juillet 2004, est réduit et la décision abrogée par décision du Conseil le 3 juin 2008.
Le 7 mai 2008 la Commission européenne, après une évaluation approfondie de la situation économique et financière de la Slovaquie, a validé l'entrée du pays dans la zone euro, le Parlement européen s'est prononcé en faveur de cette demande le 17 juin 2008. Les ministres des Finances de l'Eurogroupe se sont accordés sur le taux de conversion, fixé à 30,126 couronnes pour un euro.

## Statut
Le traité de Maastricht prévoit initialement que tous les membres de l'Union européenne devront rejoindre la zone euro une fois les critères de convergence atteints. La Commission européenne, dans son rapport de convergence établi en 18 avril 2008, conclut que la Slovaquie remplit les conditions pour rejoindre l'euro et recommande l'accession du pays à la zone euro à partir du 1er janvier 2009.

« La Commission européenne constate que la Slovaquie a réalisé un degré élevé de convergence durable au regard des critères de convergence. Le pays remplit les conditions nécessaires pour l'adoption de la monnaie unique. »

|                                                                     | Critères de convergence | Critères de convergence | Critères de convergence | Critères de convergence    | Critères de convergence     |
|                                                                     | Inflation               | Finances publiques      | Finances publiques      | Membre du MCE II           | Taux d'intérêt à long terme |
| Déficit budgétaire annuel au PIB                                    | Inflation               | Dette publique au PIB   |                         | Membre du MCE II           | Taux d'intérêt à long terme |
| ------------------------------------------------------------------- | ----------------------- | ----------------------- | ----------------------- | -------------------------- | --------------------------- |
| Valeur de référence                                                 | max 3,2 %               | max 3 %                 | max 60 %                | min 2 ans                  | max 6,5 %                   |
| Slovaquie                                                           | 2,2 % (2008)            | 2,0 % (2008)            | 29,2 % (2008)           | depuis le 28 novembre 2005 | 4,5 % (2008)                |
| Notes : 1. 2. Légende : - Critère satisfait - Critère non satisfait |                         |                         |                         |                            |                             |

## Sources

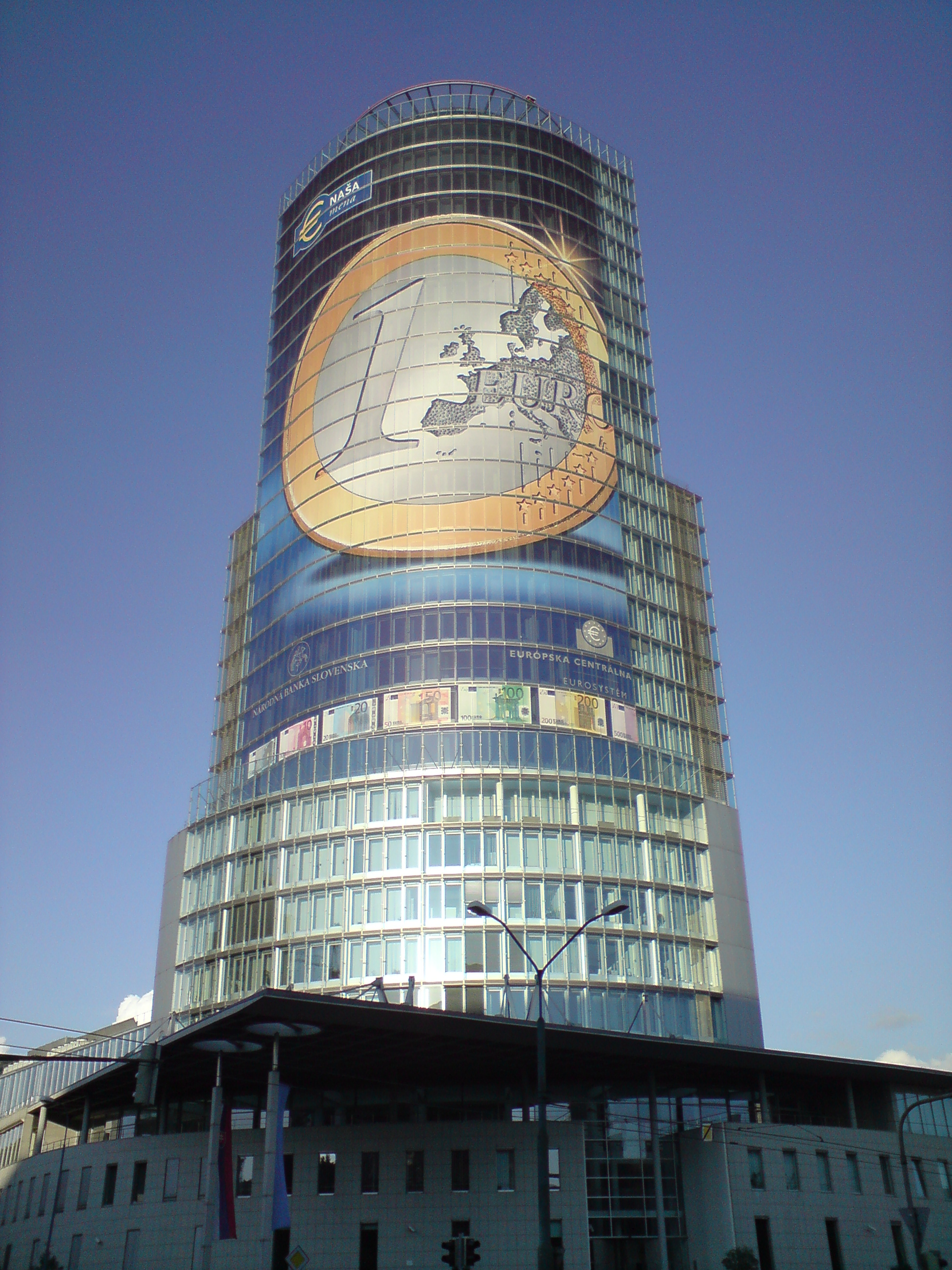
Siège de la Banque de Slovaquie lors du passage à l'euro.

## Compléments